# Ramundberget
Ramundberget är en fjällanläggning och turistort i nordvästra Härjedalen. Orten hör till Funäsfjällen som består av flera anläggningar. 

## Beskrivning
I Ramundberget finns cirka 3 000 gästbäddar fördelat på hotell, självhushållslägenheter, campingplatser och stugor. Här finns också restauranger, sportbutik med uthyrning, skidskola, konferensmöjligheter och aktiviteter sommar och vinter. Vintertid finns alpin-, längd- och turskidåkning och sommartid ges möjligheter till vandring, cykling och löpning.
Ramundberget är en del av Nordic ski, ett sammanhängande spårsystem med 30 mil preparerade spår för längdskidåkning. Bland annat förbi Klinken som ingår i Natura 2000-områdena. 
Tillsammans med Tänndalen, Tänndalsvallen, Funäsdalsberget, Tännäskröket och Kappruet erbjuds alpin åkning i sammanlagt 140 nedfarter. I området finns också 60 fjälltoppar som är över 1 000 meter över havet, exempelvis Skarsfjället och Helagsfjället. 
För off-piståkning finns åkning i gles fjällbjörkskog och orörd åkning på kalfjällsområden. Den östra delen av berget vid Osthang är även en populär utgångspunkt för toppturande.  
Den 8 maj 2020 slogs nytt snörekord då det uppmättes 2,37 meters snödjup vid Ramundbergets mätstation på fjället. Det tidigare rekordet från den 8 maj 1997 var 2,17 meter.
Sommartid är Ramundberget populärt för vandrare. Liftburen cykling längs maskingrävda leder eller på cykelleder på fjället, i dalen samt inom hela Funäsfjällen är också populärt.

## Historia
Ramundberget blev en skidturistort efter några årliga besök av ett tiotal unga skidande studenter från "Den Akademiska fjällklubben" sedan år 1934–1936, som fick bo hemma hos ett bondepar under sina vistelser som var i ärende av skidåkning på den rikliga och speciella natursnön. Husets ägare, som hade investerat i sängar så det skulle räcka till alla, fick dubbelt så mycket betalt än vad han hade begärt. Stärkt av denna generositet beslöt han sig för att inleda en turistepok och ännu i dag består detta välkomstsätt för ortens gäster.
Ramundbergets första skidlift blev en släplift som uppfördes år 1959, och sedermera har anläggningen utvecklats successivt. Ramundbergets anhängare anser att orten är särskilt ovanlig genom att den har vuxit fram av sig själv, och inte är skapad av en extern och/eller effektiv skidindustri som köper upp mark för exploatering, men ändå har lyckats med modernisering och att mäta sig med de flesta av de skandinaviska konkurrenterna.
Den 23 december 2013 invigdes anläggningens första expresslift; fyrstolsliften Fjällgårdsbanan som blivit Funäsfjällens längsta lift och sträcker sig nerifrån byn upp till strax ovanför Solliftarnas topp, 1270 meter längd på cirka 4,5 minuter.

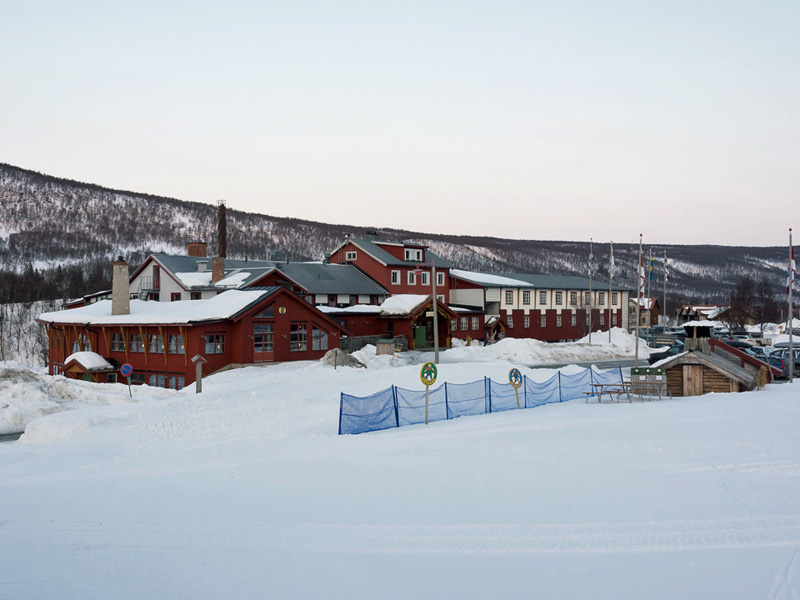
Fjällgården.
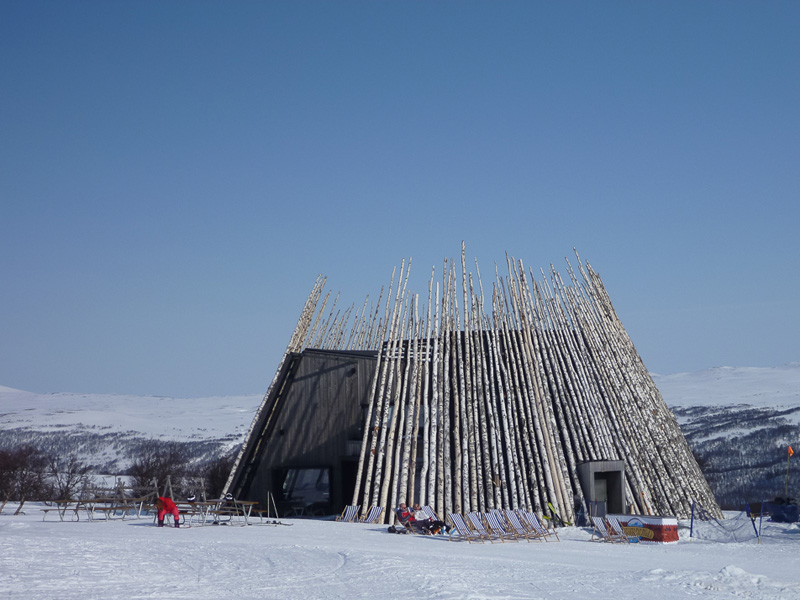
Restaurang Tusen vid Fjällgårdsbanans toppstation.
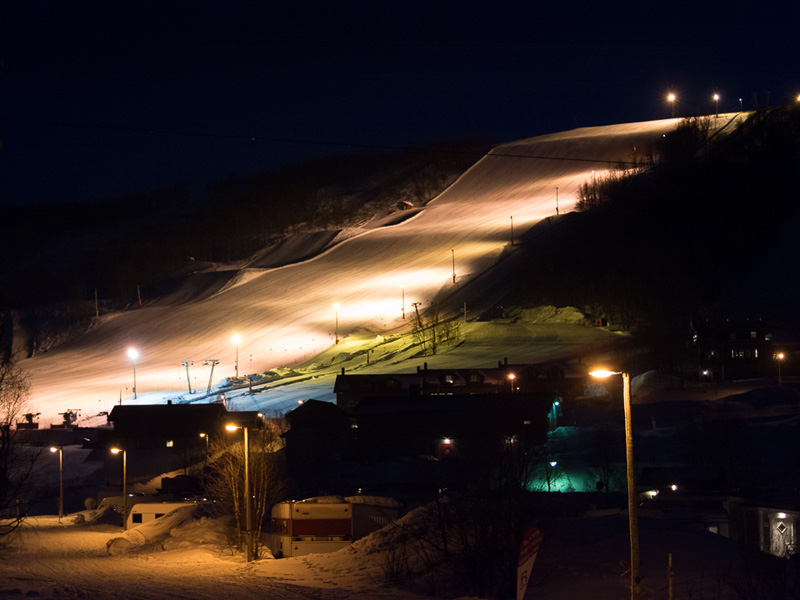
Slalombacken.
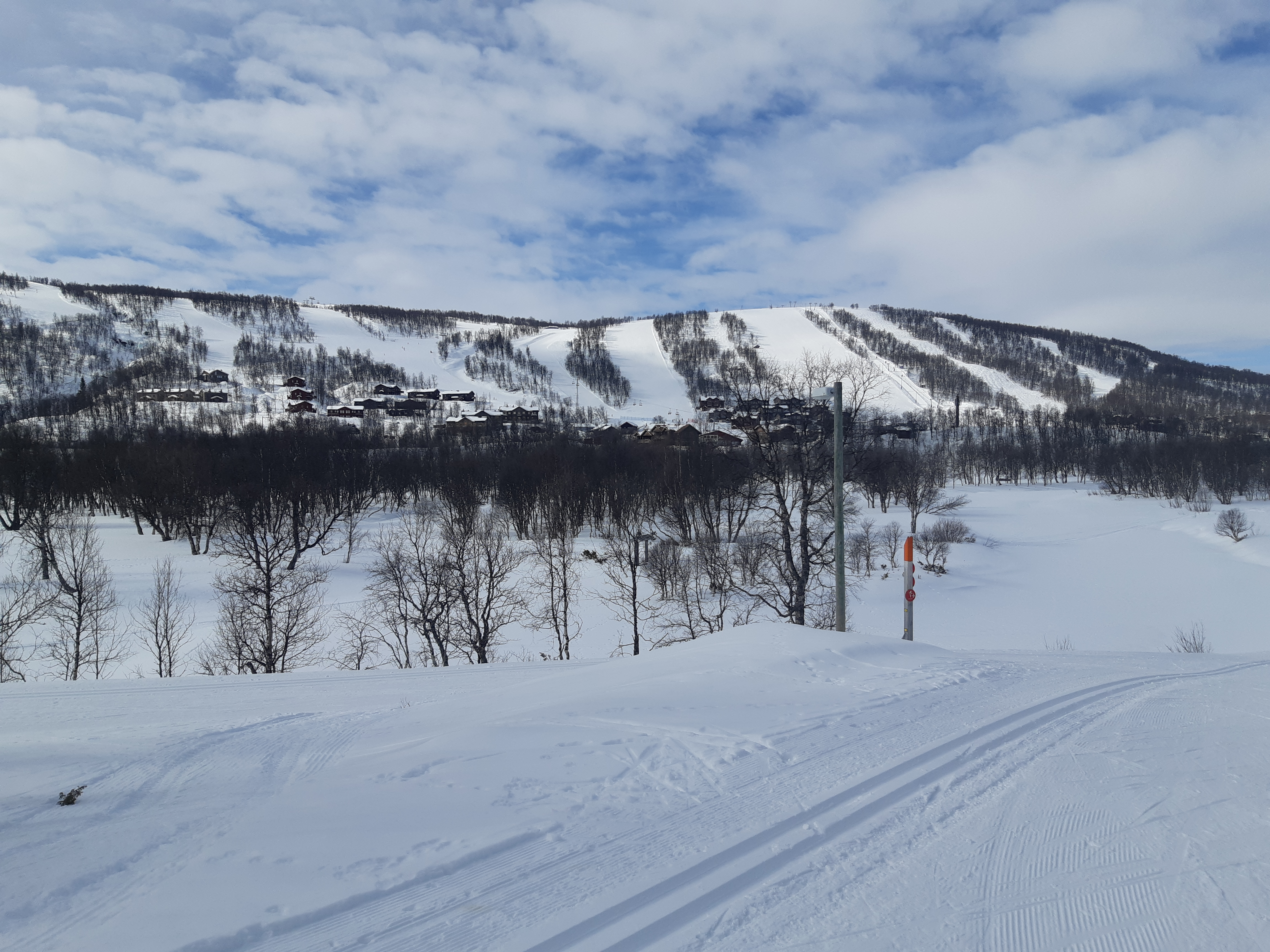
Vy över nedfarter och bebyggelse i Ramundberget. Fotot taget efter längdspåret mot Bruksvallarna.
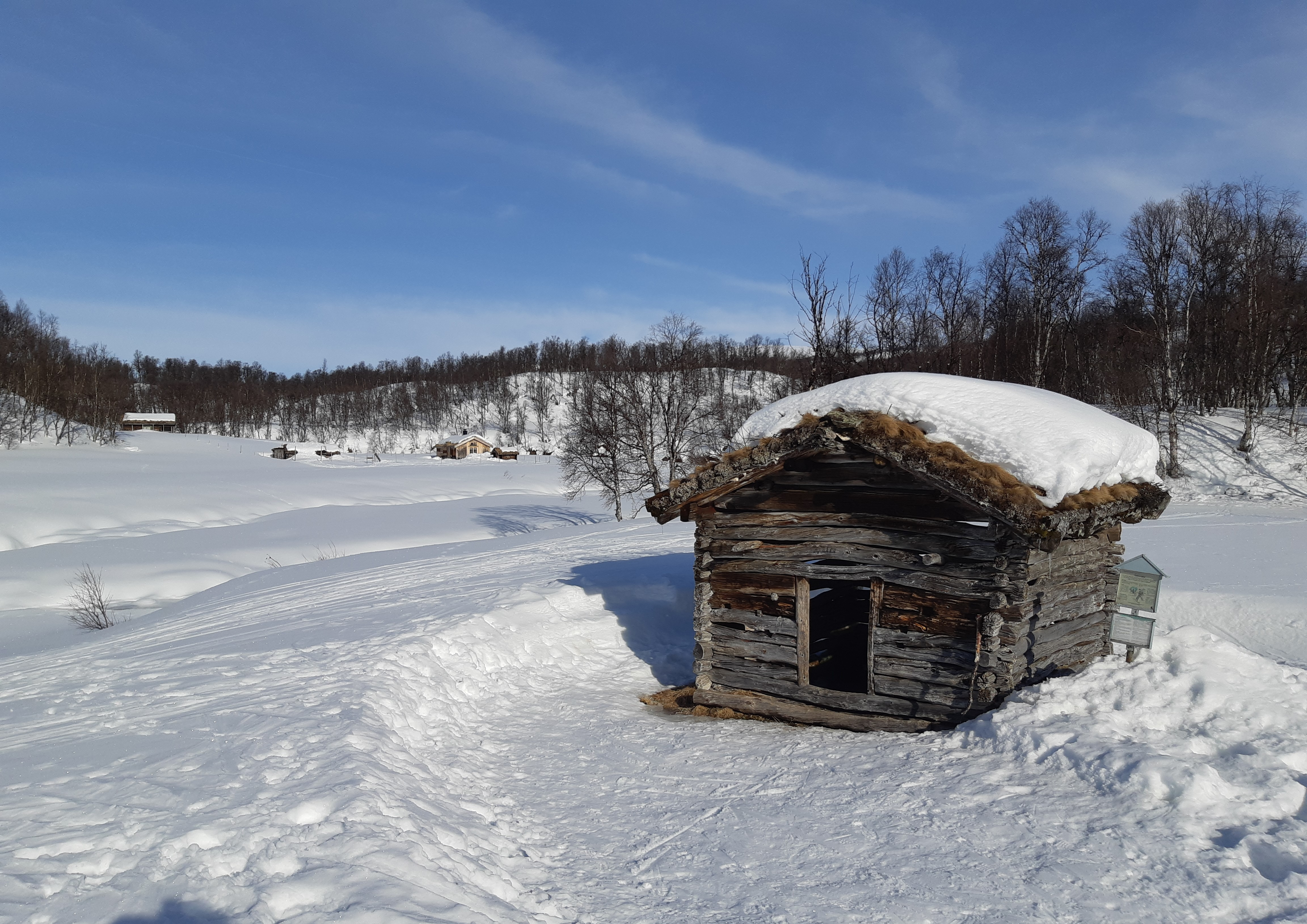
Vintervy vid sätern Klinken med slåtterlada. Här passerar längdspår från Ramundberget.